# Florian Malescha
Florian Malescha (* 31. August 1988 in München) ist ein deutscher Volleyball- und Beachvolleyballspieler.

## Karriere Hallenvolleyball
Florian Malescha begann seine Karriere beim SV Lohhof in den Jugendmannschaften und spielte später für den VC Olympia Kempfenhausen unter Trainer Peter Meyndt. In der Saison 2006/07 war er beim Bundesligisten TSV Unterhaching aktiv und wechselte danach zum Zweitligisten ASV Dachau. Nach einer erneuten Saison 2010/11 in der 1. Bundesliga bei Generali Haching, mit dem er den DVV-Pokal gewann, kehrte er abermals zum ASV Dachau in die 2. Bundesliga zurück. Von 2014 bis 2018 spielte Florian Malescha für den Bundesliga-Aufsteiger TSV Herrsching.

## Karriere Beachvolleyball
Seit 2004 spielt Malescha erfolgreich Beachvolleyball. Nach dem dritten Platz auf der Deutschen Meisterschaft der C-Jugend 2004 mit Anton Willert erfolgte die Nominierung zur Jugendnationalmannschaft. 2005 folgte ein fünfter Platz bei der U18-Europameisterschaft mit Marvin Klass. Mit seinem regulären Partner Ferdinand Tille startete Malescha 2006 bei der U19-WM auf den Bermudas, wo nach der Qualifikation Schluss war. Der größte Erfolg war der zweite Platz auf der Deutschen U20-Meisterschaft 2007 mit Ferdinand Tille. 2014 bildete Florian Malescha mit seinem Bruder Daniel Malescha ein Team.